# 7383-as mellékút (Magyarország)
A 7383-as számú mellékút egy több mint 7 kilométer hosszú, négy számjegyű országos közút Vas vármegye déli részén. Vasvár keleti agglomerációjának településeit kapcsolja össze egymással és a 74-es főúttal.

## Nyomvonala
A 74-es főútból ágazik ki, annak 69+100-as kilométerszelvényénél, Vasvár déli külterületén. Kelet felé indul, majd alig 400 méter után átlép Pácsony területére. 700 méter után keresztezi a Szombathely–Nagykanizsa-vasútvonalat, és itt rögtön beletorkollik dél felől a 73 384-as út, amely a Győrvárra vezető 74 185-ös útból ágazik ki, elhalad Pácsony vasútállomás mellett és 1 kilométer után itt ér véget.
1,5 kilométer megtétele után éri el az út Pácsony legnyugatibb házait; Kossuth Lajos utca néven húzódik végig a településen, ahonnan 3,2 kilométer megtétele után lép ki. 3,4 kilométer után egy rövid szakaszon Olaszfa külterületére érkezik, majd a 3+500-as kilométerszelvényénél egy elágazáshoz ér. Az onnan keleti irányban továbbvezető út a 73 252-es számozást viseli, ez a zsákfalunak számító Olaszfa központjába vezet és annak keleti szélén ér véget majdnem 3 kilométer után; a 7383-as pedig északnak halad tovább, rögtön az elágazása után átlépve Oszkó területére.
5,7 kilométer megtétele után éri el Alsóoszkó településrész első házait, ott a neve Rákóczi utca. A 7361-es útba beletorkollva ér véget, annak 14+700-as kilométerszelvényénél; egyenes folytatása egy önkormányzati út, amely Felsőoszkó felé vezet.
Teljes hossza, az országos közutak térképes nyilvántartását szolgáló kira.gov.hu adatbázisa szerint 7,271 kilométer.